# Paracyprichromis nigripinnis
 Paracyprichromis nigripinnis  (Synonyme: Paratilapia nigripinnis, Cyprichromis nigripinnis) ist ein im ostafrikanischen Tanganjikasees endemisch vorkommender Buntbarsch. 

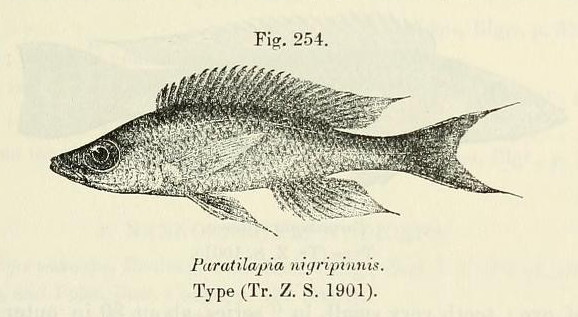
Zeichnung aus der Erstbeschreibung

Die Art wurde bereits 1901 von George Albert Boulenger beschrieben und gehört damit zu den am längsten bekannten Bewohnern des Tanganjikasees. 1989 gelang die erste Lebendeinfuhr von Tieren. Seither wird die Art auch in der Aquaristik gepflegt.

## Beschreibung
Die Fische werden maximal 11 cm lang und haben einen schlanken, langgestreckten Körper mit bräunlicher Grundfarbe, Weibchen eher hellbraun, Männchen dunkler und eher bronzefarben. Entlang Kopf und Körperseiten verlaufen drei Längsstreifen, die bei den Männchen intensiv blau glänzen, bei den Weibchen eher blassblau sind. Die Rückenflosse ist gelblich mit blauen Punkten, die übrigen Flossen sind dunkel. Alle Flosse sind blau gesäumt. Der obere und untere Rand der Schwanzflosse sind zu kurzen Fortsätzen verlängert, die den Weibchen fehlen. Rücken- und Afterflosse, sowie die Bauchflossen sind bei den Männchen zugespitzt, bei den Weibchen abgerundet. Das Maul kann röhrenförmig weit vorgestülpt werden.
- Flossenformel: Dorsale XV-XVIII/13–14; Anale III/9–10.
- Schuppenformel 34–39 (mLR)[4]

## Lebensweise
Paracyprichromis nigripinnis lebt in relativ standorttreuen großen Schwärmen aus mehreren hundert Einzeltieren in Tiefen von mehr als 20 Metern vor senkrecht abfallenden Felsküsten. Die Fische ernähren sich vor allem von Zooplankton, vor allem von Ruderfußkrebsen, sowie von planktonischen Algen. Sie sind Maulbrüter und die fortpflanzungsaktiven, etwa 8 bis 10 cm langen Weibchen behalten die großen, dotterreichen Eier, Larven und Jungfische im Maul bis letztere mit einer Länge von bis zu 1,8 cm frei schwimmen. Zwischen Eiablage und dem Freischwimmen vergehen mehr als 4 Wochen. Nach dem Freischwimmen leben die kleinen Jungfische zunächst in Höhlen und Spalten in den Felsen. Mit dem Größerwerden verlassen sie die Verstecke nach und nach um sich den Schwärmen adulter Fische anzuschließen.